# Corsia wiakabui
Corsia wiakabui là một loài thực vật có hoa trong họ Corsiaceae. Loài này được (W.N.Takeuchi & Pipoly) D.L.Jones & B.Gray mô tả khoa học đầu tiên năm 2008.